# Michałki (Nidzica)
Michałki [pronunciación en polaco: /miˈxau̯ki/] (en alemán: Michalken; 1938-45: Michelsau) es un pueblo en el distrito administrativo de Gmina Kozłowo, dentro del Distrito de Nidzica, Voivodato de Varmia y Masuria, en el norte de Polonia. Se encuentra aproximadamente 15 kilómetros al norte de Kozłowo, 12 kilómetros al noroeste de Nidzica, y 42 kilómetros al sur de la capital regional, Olsztyn.
El pueblo tiene una población de 140 habitantes.